# The Fat Duck

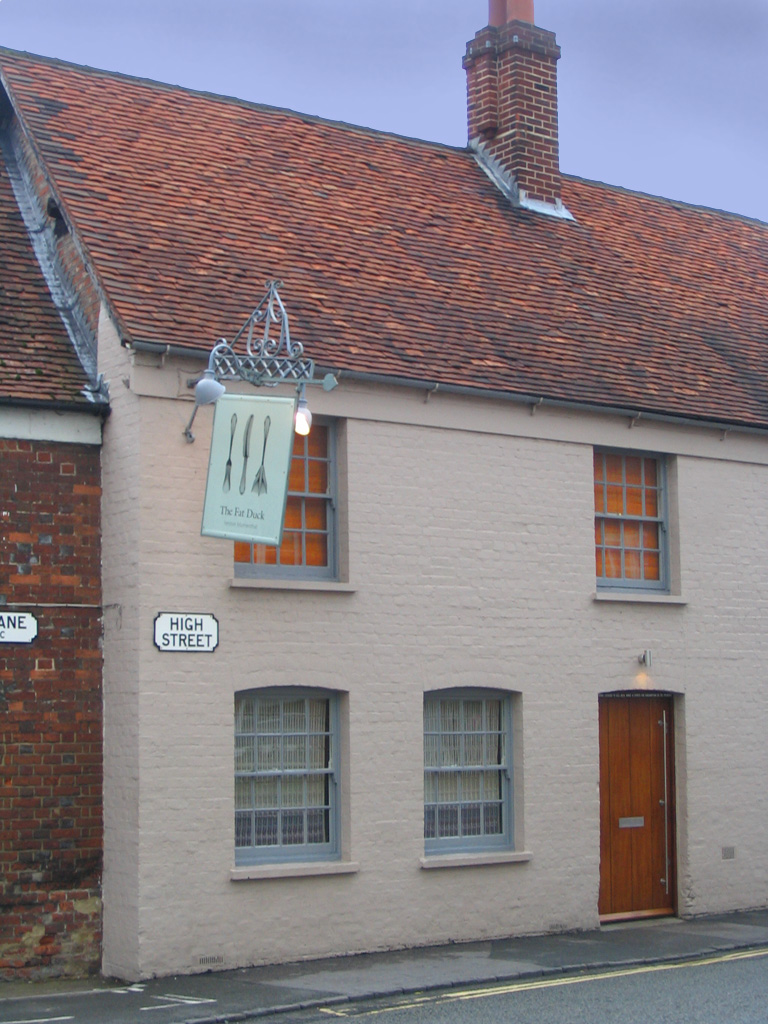
Fachada do The Fat Duck

The Fat Duck é um restaurante conduzido pelo "chef" Heston Blumenthal em Bray, Berkshire, na Inglaterra.
É considerado um dos melhores restaurantes do mundo. O restaurante é um dos únicos três no Reino Unido e Irlanda que receberam três estrelas do Guia Michelin em 2004. Em 2005, foi considerado o melhor restaurante do mundo pela revista Restaurant. Atualmente, ocupa a segunda posição na classificação da mesma revista.
Em 27 de fevereiro de 2009, o "chef" decidiu encerrar o restaurante para averiguação, depois que dezenas de clientes relataram intoxicação alimentar. O "chef" é obcecado por higiene e faz testes periódicos, que nunca revelaram qualquer problema nos alimentos. Há suspeitas de que se trata de um vírus não identificado, sendo que Blumenthal chegou a pedir a funcionários que passaram férias na Colômbia passassem por exames, mas esses nada revelaram de errado.
Frequentar o restaurante exigia uma reserva com meses de antecedência. O menu de degustação custava 135 libras.